# S-24 (Rakete)
Die S-24 ist eine ungelenkte Luft-Boden-Rakete, die in der Sowjetunion entwickelt wurde und nach wie vor bei den russischen Luftstreitkräften eingesetzt wird.

## Entwicklung
Mitte der 1950er-Jahre bekam das OKB-16 (Konstruktionsbüro Nudelman) den Auftrag zur Entwicklung eines Nachfolgemodelles der problembehafteten Luft-Boden-Rakete S-21. Im Jahr 1958 fanden die ersten Schießversuche mit den Flugzeugen MiG-21 und Su-7 statt. Die S-24 wurde Ende 1960 bei den Luftstreitkräften der Sowjetunion eingeführt.

## Technik
Die S-24-Rakete mit Kaliber 240 mm ist drallstabilisiert und hat zusätzlich am Heck vier Stabilisierungsflügel. Der Drall der Rakete entsteht durch sechs schräg angeordnete Düsen am Heck. Diese erzeugen einen Drall von 470 Umdrehungen pro Minute. Die Rakete besteht aus einem Stahlrohr. Im vorderen Teil des Rohres befindet sich der Gefechtskopf, im hinteren Teil das Feststoffraketentriebwerk. Dieses hat eine Brenndauer von rund 1,1 Sekunden und beschleunigt die Rakete auf über Mach 1,2. Die Kursabweichung liegt bei 0,3–0,4 %, was auf einer Bekämpfungsdistanz von 2 km 6–8 m entspricht.
Der Splittergefechtskopf der Ausführung S-24 wiegt 123 kg, wovon 23,5 kg auf den Sprengstoff entfallen. Der Gefechtskopf zerlegt sich beim Einschlag in 4.000 Splitter mit einem Wirkungsradius von 300 bis 400 m. Bei der Ausführung S-24N wird der Splittergefechtskopf durch den RV-24-Näherungszünder rund 30 m über dem Boden zur Detonation gebracht und entfaltet so eine optimale Splitterwirkung. Die Ausführung S-24B ist mit einem gehärteten Sprengkopf zur Bekämpfung von verbunkerten Zielen bestückt. Der V-575-Verzögerungszünder kann in Abhängigkeit zur Zielbeschaffenheit entsprechend eingestellt werden (Verzögerung oder Aufschlag).
Auf Grund ihrer Größe wird die S-24 nicht wie andere ungelenkte Luft-Boden-Raketen aus Mehrfach-Startbehältern gestartet. Die S-24 wird mittels einer Raketen-Startschiene an dem Waffen-Pylon des Flugzeuges befestigt. Anfänglich wurde die PU-12-40U-Startschiene verwendet. In den 1980er-Jahren kam die APU-7D-Startschiene dazu. Die S-24-Raketen können aber auch ab der Universalstartschiene APU-68U eingesetzt werden.

## Versionen
- S-24 (9A357): Standardvariante mit Splittergefechtskopf
- S-24N: Version mit Splittergefechtskopf mit Näherungszünder
- S-24B (9A744): Version mit bunkerbrechendem Gefechtskopf
- S-24BNK: Version mit Hohlladungs-Gefechtskopf[2]
- S-24L: Prototyp mit halbaktiver Laserlenkung[4]
- S-24SE: Prototyp mit GLONASS-Lenksystem[4]

## Einsatz
S-24-Raketen kamen bei verschiedenen kriegerischen Auseinandersetzungen zum Einsatz: im Ersten Afghanistankrieg, im Ersten Golfkrieg, im Jugoslawienkrieg, im Ersten Tschetschenienkrieg, dem Kaukasuskrieg 2008 sowie bei Konflikten auf dem afrikanischen Kontinent.

## Plattformen
Flugzeuge:
- Mikojan-Gurewitsch MiG-17 Fresco
- Mikojan-Gurewitsch MiG-21 Fishbed
- Mikojan-Gurewitsch MiG-23 Flogger
- Mikojan-Gurewitsch MiG-27 Flogger
- Suchoi Su-7 Fitter
- Suchoi Su-17 Fitter
- Suchoi Su-20 Fitter
- Suchoi Su-22 Fitter
- Suchoi Su-24 Fencer
- Suchoi Su-25 Frogfoot
- Jakowlew Jak-38 Forger

Hubschrauber:
- Mil Mi-24 Hind
- Mil Mi-28 Havoc
- Kamow Ka-50 Hokum
- Kamow Ka-52 Hokum

## Verbreitung
Die S-24 wurde in der Sowjetunion eingeführt. Die Waffe fand in den Teilnehmerstaaten des Warschauer Pakts als auch in Staaten in Afrika Verbreitung. Weiter wurde die S-24 von einigen weiteren Staaten beschafft, die sowjetische Kampfflugzeuge und Hubschrauber oder deren chinesische Derivate einsetzten.
- Afghanistan
- Algerien
- Ägypten
- Bulgarien
- Tschechien
- Indien
- Irak
- Kasachstan
- Polen
- Rumänien
- Turkmenistan
- Ungarn
- Ukraine
- Usbekistan
- Belarus